# Āqā Bābā-ye Farāmarzī
Āqā Bābā-ye Farāmarzī (persiska: آقابابافرامرزی, آقابابای فرامرزی, Āqā Bābā-ye Frāmarzī) är en ort i Iran.   Den ligger i provinsen Östazarbaijan, i den nordvästra delen av landet, 500 km nordväst om huvudstaden Teheran. Āqā Bābā-ye Farāmarzī ligger 1 716 meter över havet och antalet invånare är 221.
Terrängen runt Āqā Bābā-ye Farāmarzī är kuperad västerut, men österut är den platt. Āqā Bābā-ye Farāmarzī ligger nere i en dal. Runt Āqā Bābā-ye Farāmarzī är det ganska glesbefolkat, med 27 invånare per kvadratkilometer. Närmaste större samhälle är Gūyjeh-ye Solţān, 8,4 km öster om Āqā Bābā-ye Farāmarzī. Trakten runt Āqā Bābā-ye Farāmarzī består i huvudsak av gräsmarker.